# 潛內能
潛內能是指系統要產生相變時的內能變化，會隨系統的成份（純物質或混合物），溫度及壓力，以及要產生的相變而不同。例如潛內汽化热、潛內熔化熱、潛內昇華熱等。潛內能一般會用單位質量或是單位莫耳下的能量來表示，例如J/mol或BTU/lb。正號表示能量加入系統中，負號表示從系統中移出能量。不過各參考資料也可能會有不同的定義。
每一種潛內能都有一潛內能與其數值相同，但符號相反，例如熔化（固態變為液態）的潛內能數值就和凝固（液態變為固態）的潛內能數值相同，但符號相反。